# NGC 1387
NGC 1387 ist eine Elliptische Galaxie vom Hubble-Typ E/SB0 im Sternbild Fornax am Südsternhimmel. Sie ist schätzungsweise 53 Millionen Lichtjahre von der Milchstraße entfernt und hat einen Durchmesser von etwa 45.000 Lj. Unter der Katalognummer FCC 184 ist sie als Mitglied des Fornax-Galaxienhaufens gelistet.
Im selben Himmelsareal befinden sich u. a. die Galaxien NGC 1379, NGC 1381, NGC 1389, NGC 1396.
Das Objekt wurde am 25. Dezember 1835 von dem britischen Astronomen John Herschel entdeckt.